# Heartbreak Station
Albums de Cinderella
Long Cold Winter
(1988) Still Climbing
(1994)
Singles
1. Shelter Me
Sortie : 1990
2. Heartbreak Station
Sortie : 1991

Heartbreak Station est le troisième album du groupe de hard rock américain, Cinderella. Il est sorti le 20 novembre 1990 sur le label Vertigo en Europe, Mercury aux USA et a été produit par John Jansen & Tom Keifer.

## Historique
Cet album fut enregistré dans quatre studios différents, les Bearsville Sound Studios de Bearsville dans l'État de New-York, les studios House of Music à West Orange dans le New Jersey, les studios Kajem à Gladwyne en Pennsylvanie et les studios In the Country de Bogalusa en Louisiane.
Le groupe accentue son virage entamé avec l'album précédent vers un blues rock et y ajoute quelques influences country (la chanson One for Rock n' Roll). On notera aussi l'apparition de cuivres sur les trois premiers titres de l'album et des claviers plus présent avec notamment la participation de Ken Hensley (ex-Uriah Heep).
Deux singles seront tirés de l'album, Shelter qui se classa à la 36e place du Hot 100 et dont le clip vidéo voit la participation de Little Richard et Heartbreak Station qui se classa 44e du hot 100 aux États-Unis. La face B du single US de Heartbreak Station est une reprise du célèbre Move Over de Janis Joplin, enregistré en 1989 pour la compilation Stairway To Heaven / Highway to Hell. 
L'album atteindra la 19e place du Billboard 200 américain et la 28e place des charts canadiens. il sera certifié disque de platine dans ces deux pays. En Europe, c'est en Suisse qu'il obtiendra son meilleur classement avec une 8e place et un disque d'or à la clef.
A la fin de la tournée de promotion de l'album, le batteur Fred Coury quitta le groupe. En 1991, Tom Keifer eut des problèmes avec ses cordes vocales et devra avoir recours à plusieurs opérations pour retrouver sa voix.

## Liste des titres
- Toutes les chansons sont signées Tom Keifer sauf indication.

1. The More Things Change – 4:22
2. Love's Got Me Doin' Time – 5:19 – (Keifer, Eric Brittingham)
3. Shelter Me – 4:47
4. Heartbreak Station – 4:28
5. Sick for the Cure – 3:59
6. One for Rock and Roll – 4:29
7. Dead Man's Road – 6:38
8. Make Your Own Way – 4:15
9. Electric Love – 5:23
10. Love Gone Bad – 4:20
11. Winds of Change – 5:24

## Musiciens
Cinderella
- Tom Keifer : chant, guitare électrique rythmique, lead et slide, guitare acoustique 6 et 12 cordes, mandoline, dobro, Mandoloncelle, piano, lap steel
- Jeff LaBar : guitare électrique, guitare slide
- Eric Brittingham : basse
- Fred Coury : batterie, percussions

Musiciens additionnels
- Jay Davidson : saxophone sur es titres 1 & 3
- Bashiri Johnson : percussions sur les titres 1, 2 , 3, 6, 7, 9 & 11
- The Memphis Horns : cuivres sur le titre Love's Got Me Doin' Time
  - Wayne Jackson : trompette
  - Andrew Love : saxophone
  - Dennis Ruello : saxophone baryton
- Rod Roddy : claviers sur les titres 2, 3 & 4
- Bryan O'Neal : claviers sur les titres 5
- Ken Hensley : orgue sur les titres 5, 8, 9 & 10
- Rick Criniti : claviers sur les titres 6, 7 & 8
- Jay Levin : pedal steel guitare sur les titres 6 & 7
- John Averese : programmation synthétiseur sur le titre Electric Love
- Roy McDonald : programmation synthétiseur sur le titre Winds of Change
- Elaine Foster, Sharon Foster, Tara Pellerin, Carla Benson, Evette Benton, Curtis King, Brenda King, Tawatha Agee, Eric Troyer : chœurs

## Charts et certifications
| Pays        | Durée du classement | Meilleur classement |
| ----------- | ------------------- | ------------------- |
| Allemagne   | 15 semaines         | 34e                 |
| Canada      | 23 semaines         | 28e                 |
| États-Unis  | 32 semaines         | 19e                 |
| Norvège     | 7 semaines          | 16 e                |
| Royaume-Uni | 2 semaines          | 36e                 |
| Suède       | 1 semaine           | 42e                 |
| Suisse      | 15 semaines         | 8e                  |

| Pays       | Certification | Ventes      | Date       |
| ---------- | ------------- | ----------- | ---------- |
| Canada     | Platine       | 100 000 +   | 12/04/1991 |
| États-Unis | Platine       | 1 000 000 + | 26/02/1991 |
| Suisse     | Or            | 25 000 +    | 1991       |

### Charts singles
| Date        | Single                 | Chart                  | Durée du classement | Position |
| ----------- | ---------------------- | ---------------------- | ------------------- | -------- |
| 1990 - 1991 | Shelter Me             | Hot 100                | 13 semaines         | 36e      |
| 1990 - 1991 | Shelter Me             | Mainstream Rock Tracks | 15 semaines         | 5e       |
| 1990 - 1991 | Shelter Me             | ARIA Charts            | 3 semaines          | 48e      |
| 1990 - 1991 | Shelter Me             | RPM Top Singles        | 10 semaines         | 27e      |
| 1990 - 1991 | Shelter Me             | UK Singles Chart       | 2 semaines          | 55e      |
| 1990 - 1991 | Heartbreak Station     | Hot 100                | 11 semaines         | 44e      |
| 1990 - 1991 | Heartbreak Station     | Mainstream Rock Tracks | 16 semaines         | 10e      |
| 1990 - 1991 | Heartbreak Station     | RPM Top Singles        | 19 semaines         | 51e      |
| 1990 - 1991 | Heartbreak Station     | UK Singles Chart       | 1 semaine           | 63e      |
| 1990 - 1991 | The More Things Change | Mainstream Rock Tracks | 6 semaines          | 41e      |